# Сапонь-сюр-Марш
Сапо́нь-сюр-Марш (фр. Sapogne-sur-Marche) — коммуна во Франции, находится в регионе Шампань — Арденны. Департамент коммуны — Арденны. Входит в состав кантона Кариньян. Округ коммуны — Седан.
Код INSEE коммуны — 08399.
Коммуна расположена приблизительно в 240 км к востоку от Парижа, в 100 км северо-восточнее Шалон-ан-Шампани, в 50 км к юго-востоку от Шарлевиль-Мезьера.

## Население
Население коммуны на 2008 год составляло 147 человек.
| 1962 | 1968 | 1975 | 1982 | 1990 | 1999 | 2008 |
| ---- | ---- | ---- | ---- | ---- | ---- | ---- |
| 206  | 216  | 182  | 162  | 133  | 130  | 147  |

## Экономика
В 2007 году среди 83 человек в трудоспособном возрасте (15—64 лет) 62 были экономически активными, 21 — неактивными (показатель активности — 74,7 %, в 1999 году было 58,6 %). Из 62 активных работали 55 человек (34 мужчины и 21 женщина), безработных было 7 (4 мужчины и 3 женщины). Среди 21 неактивных 7 человек были учениками или студентами, 4 — пенсионерами, 10 были неактивными по другим причинам.

## Достопримечательности
- Замок Тассиньи[фр.] (1630 год). Исторический памятник с 1991 года.[3]

## Фотогалерея
- Замок Тассиньи
- Карта коммуны